# Woodbridge, New Jersey
Woodbridge är en ort i Middlesex County i New Jersey, USA.